# Santa Cecília (Porto Alegre)
Santa Cecília é um bairro da cidade brasileira de Porto Alegre, capital do estado do Rio Grande do Sul. Foi criado pela Lei 2022 de 7 de dezembro de 1959.

## Histórico[1]
Bairro porto-alegrense pequeno, o Santa Cecília se desenvolveu ao redor da Igreja de Santa Cecília, fundada em 1943.
A região era conhecida como Caminho do Meio, em referência ao velho caminho que é hoje a Avenida Protásio Alves, e ao nome da linha de bonde que percorria o bairro.

## Características atuais
Um dos estabelecimentos educacionais mais antigos do bairro é o Colégio Vicentino Santa Cecília, que surgiu devido à necessidade de haver uma creche para os filhos dos moradores. Outras escolas conhecidas do bairro são o Instituto Rio Branco e o Colégio Israelita, este originário do bairro Bom Fim, um reduto de imigrantes judeus.
Na Rua Alcides Cruz está situado o estádio do extinto Grêmio Esportivo Força e Luz (1921-2006), o qual ficou conhecido no bairro como "Estádio da Timbaúva", em razão de uma árvore dessa espécie que está preservada até os dias de hoje no local. Em 2010, a Companhia Zaffari, atual proprietária do estádio, anunciou que construirá um centro de compras na área.
Além das escolas e do estádio mencionados, outras construções que impulsionaram o crescimento do Santa Cecília foram os prédios de algumas das faculdades da Universidade Federal do Rio Grande do Sul (UFRGS), a maioria da área de saúde. Em especial, destaca-se o Hospital de Clínicas, finalizado na década de 1950, que é considerado um dos hospitais mais importantes da América Latina.

### Pontos de referência
Educação
- Escola Estadual de 1° Grau Felipe de Oliveira
- Colégio Israelita Brasileiro[6]
- Colégio Vicentino Santa Cecília[7]
- Instituto Estadual Rio Branco[8]
- Prédios do Campus Saúde da Universidade Federal do Rio Grande do Sul (UFRGS):
  - Escola de Enfermagem da UFRGS
  - Faculdade de Farmácia da UFRGS
  - Faculdade de Medicina da UFRGS
  - Faculdade de Odontologia da UFRGS
  - Hospital de Clínicas de Porto Alegre[9][10]
  - Instituto de Psicologia da UFRGS
  - Centro de Processamento de Dados (CPD) da UFRGS

### Outros
- Corpo de Bombeiros da Brigada Militar e seu ginásio
- Estádio da Timbaúva
- Igreja de Santa Cecília[11]
- Praça Moranense
- Clube Independente

## Limites atuais
Avenida Protásio Alves, da esquina da Rua Ramiro Barcelos até a Rua Vicente da Fontoura; desta, até encontrar a Avenida Ipiranga, no sentido leste-oeste, até encontrar a Rua Ramiro Barcelos; e, desta, até a esquina da Avenida Protásio Alves.
Seus bairros vizinhos são: Santana, Rio Branco e Petrópolis.

## Galeria de imagens

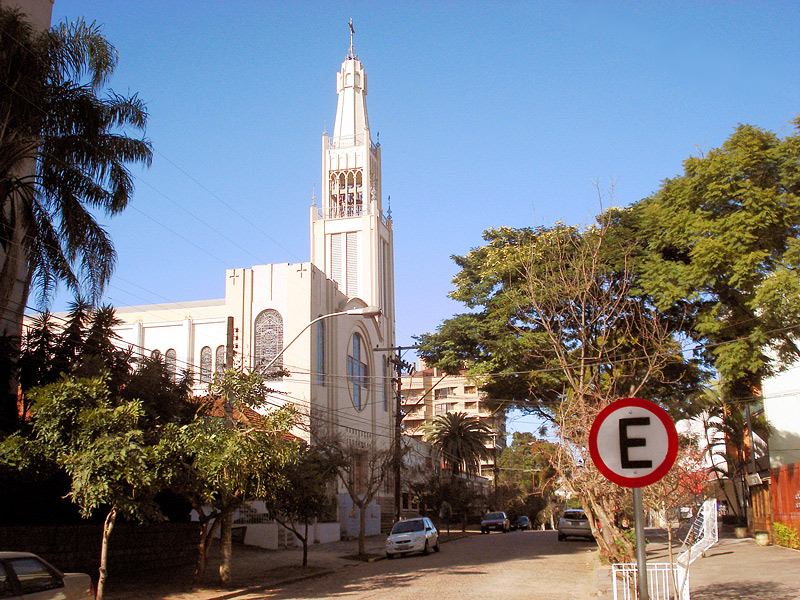
Igreja de Santa Cecília
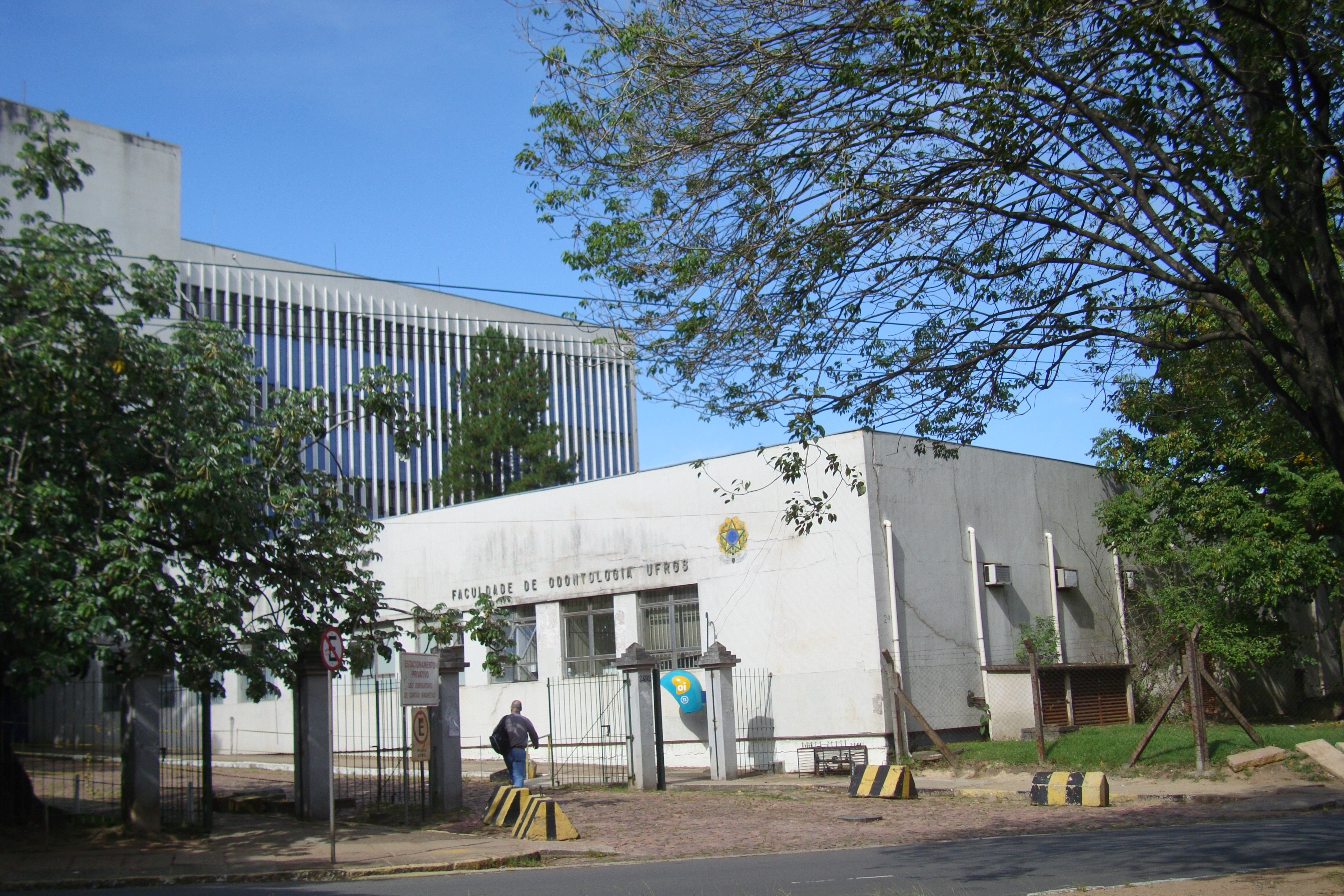
Faculdade de Odontologia da UFRGS